# Lavinia Bazhbeuk-Melikyan
Lavinia Bazhbeuk-Melikyan (en armenio: Լավինիա Բաժբեուկ-Մելիքյան, 3 de abril de 1922-8 de noviembre de 2005) fue una artista armenia-soviética que fue miembro de pleno derecho en la Academia de las Artes de Rusia, y Artista del Pueblo de la República Socialista Soviética de Armenia.

## Biografía
Bazhbeuk-Melikyan nació en 1922 en Tiflis, en la familia del artista, diseñador gráfico y escultor Alexander Bazhbeuk-Melikyan. En 1935 se trasladó a Ereván, estudió en el Panos Terlemezian Artistic College. En 1951 se graduó en el Instituto Artístico V. Surikov de Moscú. En los estudios de P. Korin trabajó en la creación de los paneles con incrustaciones para la estación de metro de Moscú "Komsomolskaya".
Bazhbeuk-Melikyan murió el 8 de noviembre de 2005.

## Carrera
Desde 1962-1964 fue miembro de la junta de administración de la Unión de Artistas y delegada del 2º Congreso de Artistas de la Unión.
Desde 1988 fue miembro correspondiente de la Academia de Arte de Rusia. Desde 2002 fue miembro de pleno derecho en la Academia de las Artes de Rusia.

## Exposiciones
Desde 1951 fue participante de exposiciones republicanas, sindicales e internacionales.
- Casa de los pintores, Ereván, 1979[4]
- Moscú, 1980[5]

### Exposiciones personales
- 1979 - Ereván
- 1980 - Ereván
- 01.10.2008 -14.10.2008 Unión de artistas de Armenia, Ereván
- 10.04.2007 - 06.05.2007 Academia de Artistas de Rusia, Moscú